# تاغذرة (بهمئي غرمسيري الشمالي)
تاغذرة (بالفارسية: تاگنره) هي قرية تقع في إيران في قسم بهمئي غرمسیري الشمالي الريفي.